# André Richard (abbé)
Pour les articles homonymes, voir André Richard et Richard.
André Richard, né le 9 avril 1899 à Paris (17e arrondissement) et mort le 14 février 1993 à Paris (5e arrondissement) est un ecclésiastique, théologien et journaliste français. Il est le cofondateur du bimensuel catholique L'Homme nouveau.

## Biographie
C'est auprès du père Fillère qu'il fonde en 1935 à Paris une association qui prend le nom de « Pour l’unité » pour répondre à l’appel à l'Action catholique lancé alors par Pie XI. L'association est reconnue en 1938 par le cardinal Verdier, archevêque de Paris.[réf. nécessaire]
En 1946, il fonde, toujours aux côtés du père Fillère, le journal L'Homme nouveau. À la mort accidentelle du père Fillère, survenue en 1949, l'abbé Richard assume la direction de L’Homme nouveau. En 1962, il appelle Marcel Clément au poste de rédacteur en chef.[réf. nécessaire]
En 1969, c'est l'association « Pour l’unité », sous la direction de l'abbé Richard, qui lance les pèlerinages nocturnes de Saint-Sulpice, à l'imitation de l'Armée bleue, en union avec des catholiques du Viêt Nam, l’intention étant la paix en Extrême-Orient. Après une première partie au Sacré-Cœur, puis un chapelet en plein air devant l’hôtel de l’avenue Kléber où se déroulent les pourparlers de paix, ils finissent la veillée à Notre-Dame des Victoires.

## Œuvres
- Catholiques de partout, réveillons-nous, unissons-nous, Éditions Alsatia, Paris-Colmar, 1938, 72 p.
- L'Unité d'action des catholiques. Lettre liminaire de S. E. le cardinal Verdier, Plon, Paris, 1939, V-243 p.
- La Belle-Dame de Nogent-sur-Seine, L'auteur, Nogent-sur-Seine, 1943, 13 p.
- La Reine aux mains jointes, Éditions du Vieux Colombier, Paris, 1958, 159 p.
- Monde maudit ou monde sauvé ?, Nouvelles éditions latines, Paris, 1965
- Le mystère de la messe dans le nouvel Ordo, Librairie de l'Homme nouveau , Paris, 1970, 64 p.
- Fatima, Vatican II, Éditions Saint-Michel, Saint-Céneré, 1971, 127 p.